# العزيزة (محافظة المويه)
العزيزة قرية سعودية، في محافظة المويه بمنطقة مكة المكرمة، تقع في شرق مدينة الطائف بمسافة نحو ( ) كم.

## أنظر أيضًا
- العقلة (محافظة المويه)
- العنكبوت (محافظة المويه)
- العيينة (محافظة المويه)